# كأس الاتحاد 1986
كأس الاتحاد 1986 (بالتشيكية: Pohár federace 1986)‏ هو الموسم 24 من  كأس فيد. أقيم خلال الفترة 20 يوليو 1986 وحتى 27 يوليو 1986، وفاز فيه منتخب الولايات المتحدة لكأس فيد.